# Vauratar
Vauratar – gaun wikas samiti w środkowej części Nepalu w strefie Narajani w dystrykcie Parsa. Według nepalskiego spisu powszechnego z 2001 roku liczył on 1069 gospodarstw domowych i 7138 mieszkańców (3382 kobiet i 3756 mężczyzn).